# Els Omellons
Els Omellons är en kommun i Spanien.   Den ligger i provinsen Província de Lleida och regionen Katalonien, i den östra delen av landet, 400 km öster om huvudstaden Madrid. Antalet invånare är 243. Arean är 11,1 kvadratkilometer. Els Omellons gränsar till Maldà, L'Espluga Calba, Vinaixa, La Floresta och Arbeca. 
Terrängen i Els Omellons är platt.